# Elena Šubić
Elena Šubić (in bosniaco Jelena Šubić; XIV secolo – 1378 circa) fu una nobildonna dei Bribir, un ramo cadetto della nobile famiglia croata dei Šubić.
Elena governò il banato di Bosnia in veste di reggente dal 1354 al 1357, durante il periodo di gioventù del figlio Tvrtko I di Bosnia.

## Biografia

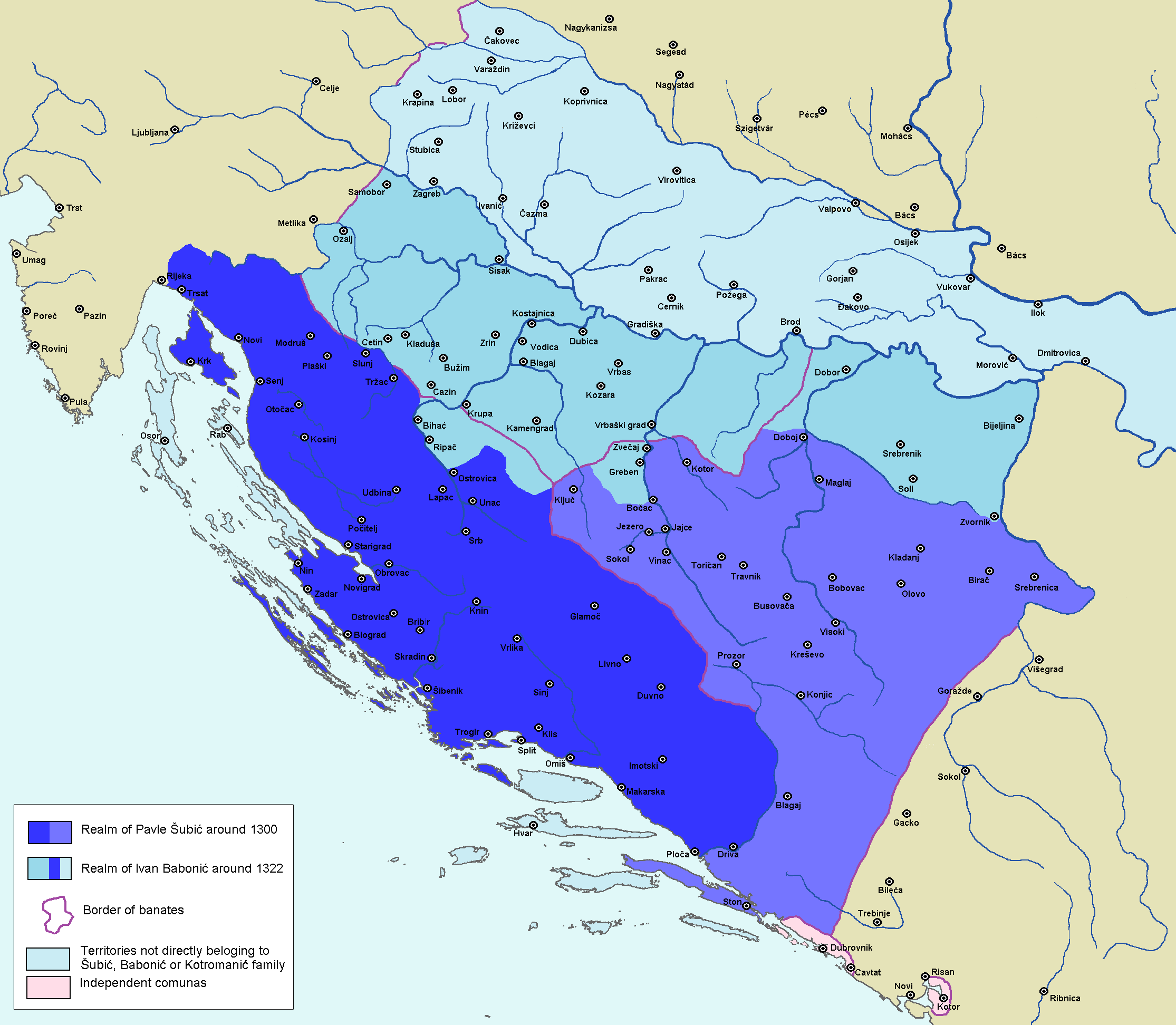
La Croazia e la Bosnia all'inizio del XIV secolo, quando nacque Elena

Elena era figlia del signore croato Giorgio II Šubić di Bribir, conte di Clissa. Sposò Ladislao Kotromanić, fratello del bano Stefano II di Bosnia, nella fortezza di Clissa alla fine del 1337 o all'inizio del 1338. Lampridio Vitturi, vescovo di Traù, celebrò il matrimonio; le autorità di Traù a lui ostili si lamentarono in seguito con il papato affermando che il matrimonio violava il diritto canonico a causa della discendenza della coppia dallo stesso antenato. Elena e Ladislao ebbero due figli, Tvrtko e Vuk.

### Reggenza
Tvrtko aveva circa 15 anni quando divenne bano di Bosnia alla morte del cognato di Elena nell'autunno del 1353. La nobildonna e Ladislao, escluso dalla successione per ragioni sconosciute, assunsero il governo a nome del giovane bano. Rimasta vedova nel giro di un anno, Elena continuò a governare da sola a nome di Tvrtko. Accompagnata dal figlio minore, Elena si recò immediatamente alla corte del loro sovrano, il re Luigi I d'Ungheria, per chiedere il suo consenso all'ascesa di Tvrtko. Luigi la incaricò di consegnare un messaggio alla cognata Jelena Nemanjić, vedova del fratello Mladen III, che stava cercando di mantenere il controllo della fortezza di Clissa. Al suo ritorno in Bosnia, Elena presiedette un'assemblea (stanak) a Mile e confermò i possedimenti e i privilegi dei nobili di «tutta la Bosnia, del Donji Kraji, della Zagorje e la della Zaclumia». Nel maggio del 1355 decise di prendere parte attiva alla disputa sull'eredità della famiglia Šubić, che perdurava dalla morte del fratello Mladen nel 1348. Elena marciò con Tvrtko e il loro esercito verso Delminio. Fu siglato un accordo in base al quale il figlio avrebbe ereditato tutte le città possedute dal padre e una tra quelle possedute dalla sorella Caterina Šubić.
La reggenza di Elena terminò nel 1357. A lei e ai suoi figli fu concessa la cittadinanza dalla Repubblica di Venezia nel 1364. Due anni dopo accompagnò Tvrtko alla corte reale ungherese dopo la sua breve deposizione in favore di Vuk; Tvrtko riuscì però a ritornare al potere nel giro di un anno. Nell'autunno del 1374, Elena organizzò e partecipò al matrimonio di suo figlio con Dorotea di Bulgaria.